# Isenburg (geslacht)

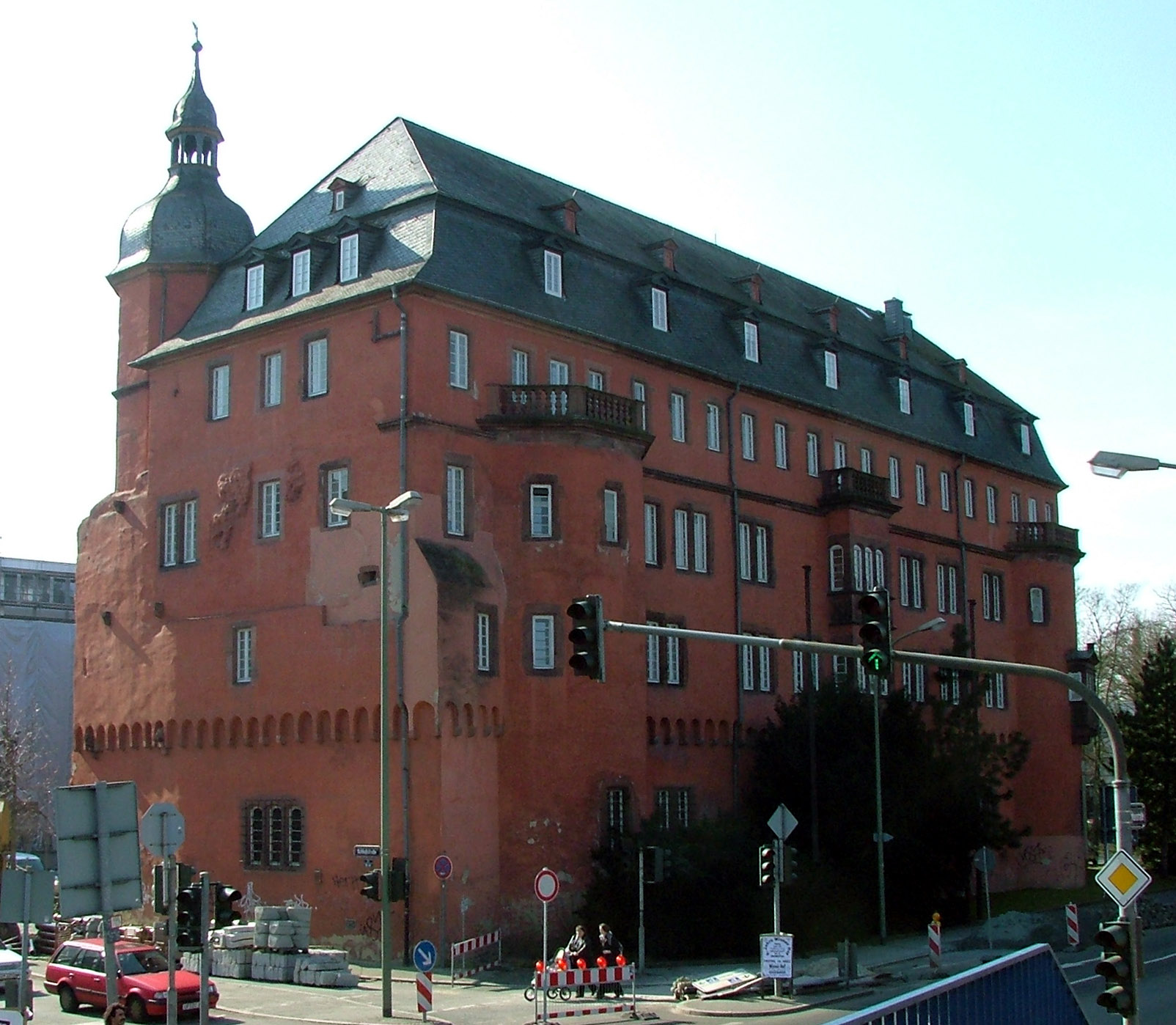
Het Isenburger Schloss in Offenbach

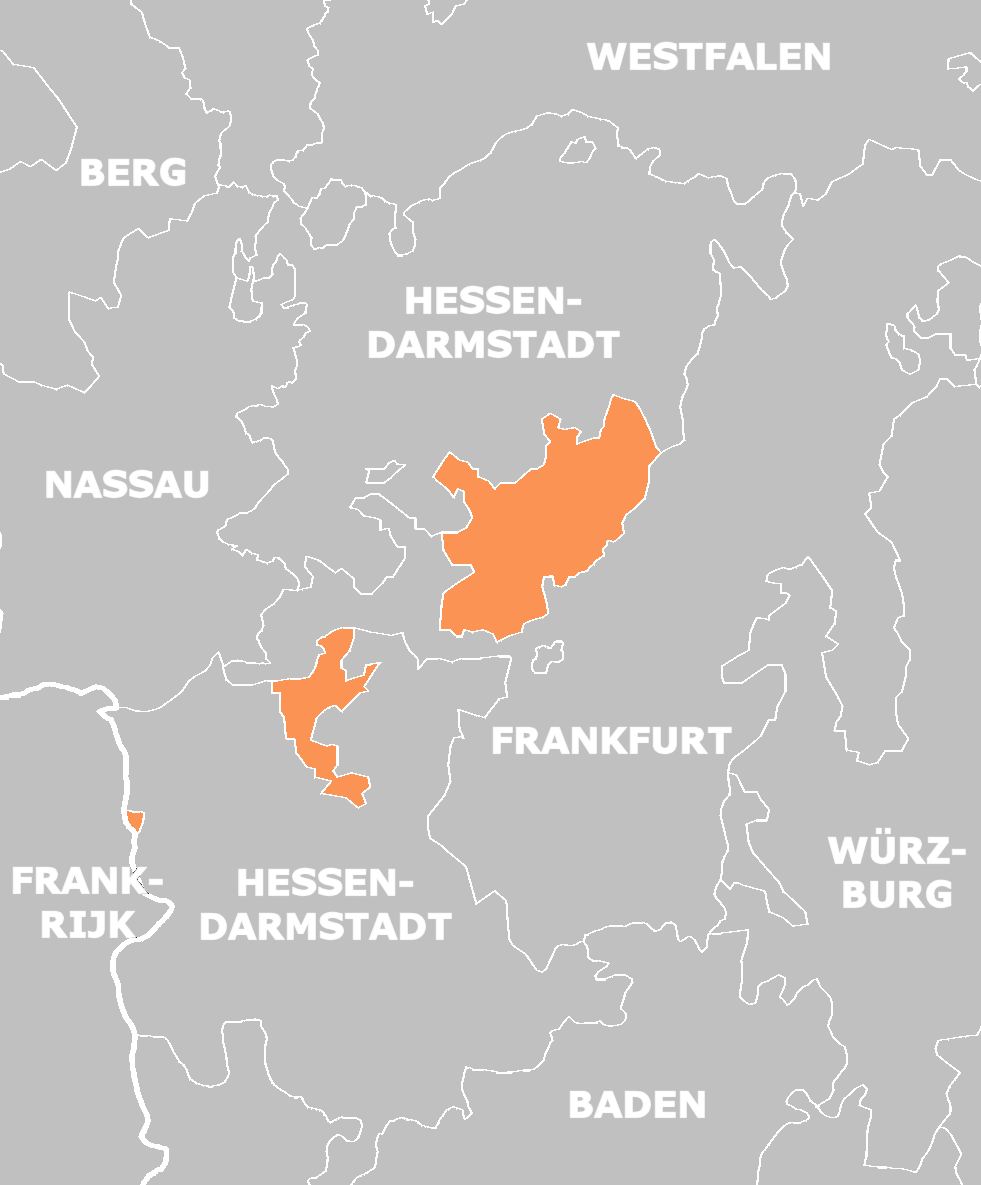
Het vorstendom Isenburg in 1812

Isenburg of Ysenburg is een Duits adellijk geslacht, dat bezitter was van het graafschap Isenburg.

## Geschiedenis
De stamvader van het Huis Isenburg is Reinbold I, graaf van Isenburg, die in 1093 wordt vermeld. Zijn zoons stichtten de linies Isenburg-Isenburg (uitgestorven 1664), Isenburg-Kempenich (uitgestorven 1424) en Isenburg-Limburg. Van de Limburgse linie, die in de loop der tijd ook uiteen was gevallen, resteerde eind 15e eeuw nog slechts Isenburg-Büdingen, dat zich in 1511 splitste in Isenburg-Ronneburg (uitgestorven 1601) en Isenburg-Birstein.
Deze laatste tak werd in 1631 opgedeeld in Isenburg-Offenbach en Isenburg-Büdingen. De linie Offenbach stierf in 1718 met Johan Filips, kleinzoon van de stichter Wolfgang Hendrik, uit. Zijn tweede kleinzoon Willem Maurits I stichtte echter de linie Isenburg-Birstein en diens tweede zoon Willem Maurits II Isenburg-Philippseich. De linie Büdingen viel in 1685 uiteen in Isenburg-Büdingen (sinds 1840 groothertogelijk Hessische vorsten), Isenburg-Wächtersbach (sinds 1865 vorstelijk), Isenburg-Meerholz en Isenburg-Marienborn.
Wolfgang Ernst I, zoon van de stichter van de linie Birstein, werd in 1744 in de vorstenstand verheven. Zijn kleinzoon Karel trad in 1806 toe tot de Rijnbond en verkreeg als vorst van Isenburg de soevereiniteit over de nu gemediatiseerde linies Isenburg-Büdingen, Isenburg-Meerholz en Isenburg-Wächtersbach.

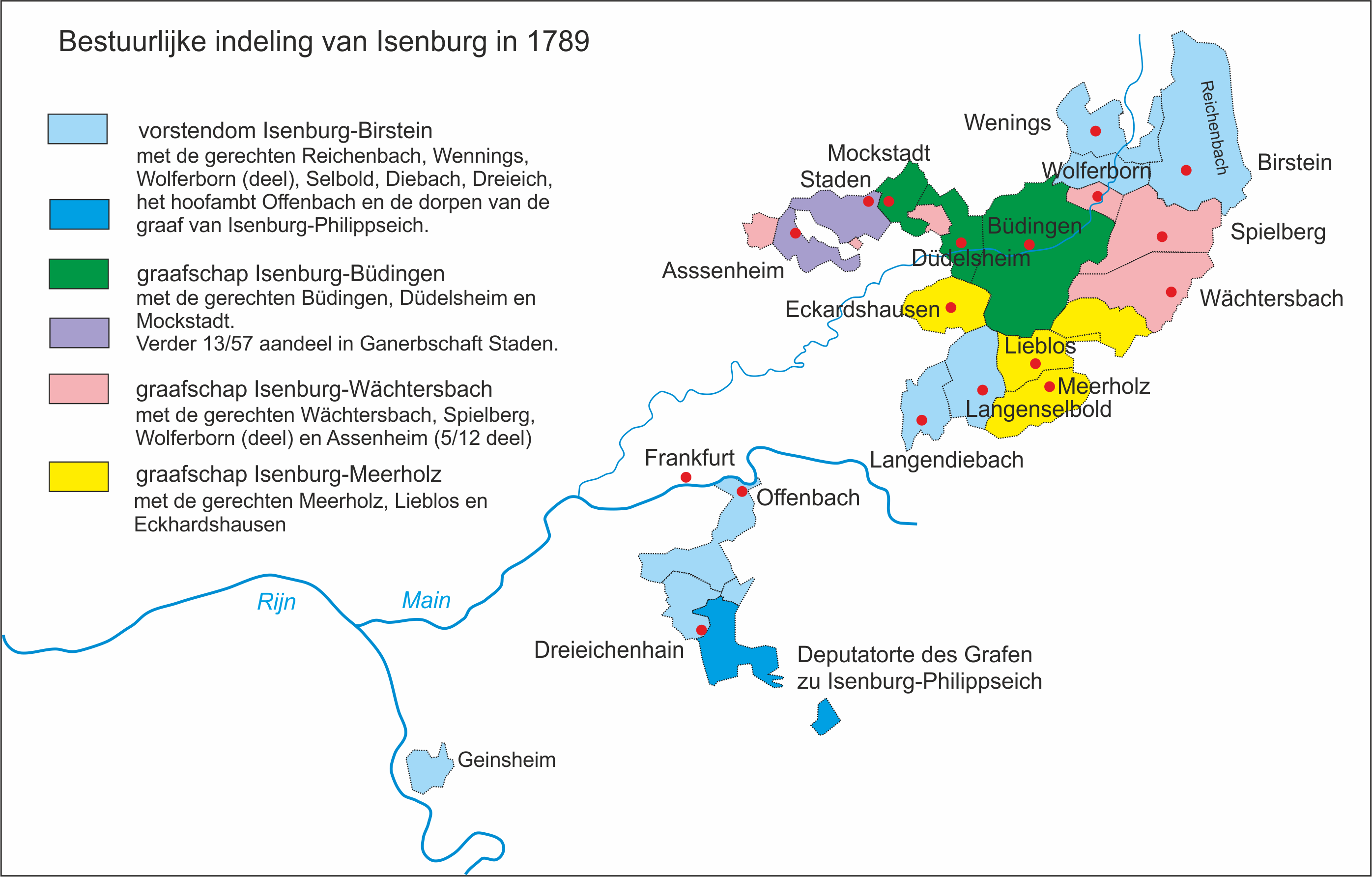
administratieve indeling van Isenburg in 1797

Het vorstendom Isenburg werd na het uiteenvallen van de Rijnbond gemediatiseerd. Het viel aanvankelijk toe aan Oostenrijk en vervolgens aan Hessen-Darmstadt, dat het deels aan Hessen-Kassel afstond.

## Bekende telgen
- Arnoud van Isenburg (?-1197), bisschop van Utrecht (1196-1197)
- Imagina van Isenburg-Limburg (?-na 1317), echtgenote van Adolf van Nassau, rooms-koning (1292-1298)
- Diether van Isenburg (1412-1482), aartsbisschop van Mainz (1459-1461/1475-1482)
- Salentijn van Isenburg (±1532-1610), aartsbisschop van Keulen (1567-1577) en bisschop van Paderborn (1574-1577)
- Karel van Isenburg-Birstein (1766-1820), vorst van Isenburg-Birstein (1803-1806), vorst van Isenburg (1806-1813)
- Sophie van Isenburg (1978), echtgenote van Georg Friedrich van Pruisen, hoofd van het huis Hohenzollern

Alt-Leiningen-Westerburg · Arenberg · Auersperg · Bentheim-Steinfurt · Bentheim-Tecklenburg · Bentinck · Bömmelberg · Bretzenheim · Castell-Castell · Castell-Rüdenhausen · Colloredo-Mannsfeld · Croÿ · Dietrichstein · Erbach-Erbach · Erbach-Fürstenau · Erbach-Schönberg · Esterházy · Fürstenberg · Fugger-Babenhausen · Fugger-Glött · Fugger-Kirchberg · Fugger-Kirchheim · Fugger-Nordendorf · Harrach · Hohenlohe-Ingelfingen · Hohenlohe-Kirchberg · Hohenlohe-Langenburg · Hohenlohe-Öhringen · Hohenlohe-Schillingsfürst · Hohenlohe-Waldenburg-Bartenstein · Hohenlohe-Waldenburg-Jagstberg · Hohenlohe-Waldenburg-Schillingsfürst · Isenburg-Birstein · Isenburg-Büdingen · Isenburg-Philippseich · Kaunitz-Rietberg · Khevenhüller-Metsch · Königsegg-Aulendorf · Kuefstein · Leiningen · Leiningen-Billigheim · Leiningen-Neudenau · Leyen · Limburg-Stirum · Lobkowitz · Löwenstein-Wertheim-Freudenberg · Löwenstein-Wertheim-Rosenberg · Looz-Corswarem · Metternich-Winneburg · Neipperg · Neu-Leiningen-Westerburg · Oettingen-Spielberg · Oettingen-Wallerstein · Ortenburg · Ostein · Pappenheim · Platen-Hallermund · Plettenberg-Wittem · Pückler und Limpurg · Quadt-Wykradt-Isny · Rechberg und Rothenlöwen · Rechteren-Limpurg · Rosenberg-Orsini · Salm-Horstmar · Salm-Kyrburg · Salm-Reifferscheidt-Krautheim und Dyck · Salm-Reifferscheidt-Raitz · Salm-Salm · Sayn-Wittgenstein-Berleburg · Sayn-Wittgenstein-Hohenstein · Schaesberg · Schlitz genannt von Görtz · Schönborn · Schönborn-Buchheim · Schönborn-Wiesentheid · Schönburg-Glauchau · Schönburg-Hartenstein · Schönburg-Waldenburg · Schwarzenberg · Sinzendorf · Solms-Braunfels · Solms-Hohensolms-Lich · Solms-Laubach · Stadion-Tannhausen · Stadion-Warthausen · Starhemberg · Sternberg-Manderscheid · Stolberg-Roßla · Stolberg-Stolberg · Stolberg-Wernigerode · Thurn und Taxis · Toerring · Trauttmansdorff-Weinsberg · Waldbott-Bassenheim · Waldburg-Wolfegg und Waldsee · Waldburg-Zeil · Waldburg-Zeil-Wurzach · Waldeck-Limpurg · Wallmoden-Gimborn · Wartenberg-Roth · Wied-Neuwied · Wied-Runkel · Windisch-Graetz · Wurmbrand-Stuppach
Anhalt-Bernburg · Anhalt-Dessau · Anhalt-Köthen · Arenberg · Aschaffenburg (tot 1810) · Baden · Berg · Frankfort (sinds 1810) · Hessen-Darmstadt · Hohenzollern-Hechingen · Hohenzollern-Sigmaringen · Isenburg · von der Leyen · Liechtenstein · Lippe · Mecklenburg-Schwerin · Mecklenburg-Strelitz · Nassau · Oldenburg · Regensburg (tot 1810) · Reuss-Ebersdorf · Reuss-Lobenstein · Reuss-Greiz · Reuss-Schleiz · Salm · Schaumburg-Lippe · Schwarzburg-Rudolstadt · Schwarzburg-Sondershausen · Saksen · Saksen-Coburg-Saalfeld · Saksen-Gotha-Altenburg · Saksen-Hildburghausen · Saksen-Meiningen · Saksen-Weimar-Eisenach · Waldeck-Pyrmont · Westfalen · Würzburg